# Silvia Dellai
Silvia Dellai (Trento; 10 de julio de 1993) es una actriz pornográfica y modelo erótica italiana asentada en República Checa.

## Biografía
Nació en julio de 1993 en Trento, ciudad alpina del norte de Italia, siendo su hermana gemela la también actriz pornográfica Eveline Dellai.
Ambas hermanas, que han rodado algunas escenas juntas, comenzaron su carrera como actrices a la par, en 2015 a los 22 años de edad. Silvia, por su parte, ha trabajado con productoras como MET Art, Evil Angel, Brazzers, Pure Play Media, Zone Sexuelle, LetsDoeIt, Dorcel, Mofos, 21Sextury, Private, Viv Thomas, Bi Empire o Doghouse.
En pocos años se consolidaron en el sector gracias también a la ayuda de Rocco Siffredi.
En 2019 anunció su retiro de la escena para dedicarse a la carrera como DJ, si bien tomó la alternativa de compaginar ambas carreras, regresando al año siguiente a la industria con la producción de The Spanish Stallion, con Siffredi.
En 2020 logró su primera nominación en los Premios AVN en la categoría de Mejor escena de sexo en producción extranjera por Rocco Siffredi Hard Academy 5... Goes Live. Un año más tarde era nominada en la edición europea de los Premios XBIZ, celebrados en Berlín (Alemania), con una nominación a la Mejor escena de sexo - Glamcore por Sea, Sex and Sun.
Hasta la actualidad, ha grabado más de 430 películas.
Alguno de sus trabajos son Best of Silvia Dellai, Extreme Belles, Filthy Girls, Hot 'N Heavy DPs, Lost In A Dream, My Naughty Album 14, Oiled, Porn Influencers 4, Rhythm and Passion, Secret DP Affair, Twinwatch o White Boxxx 43.

## Premios y nominaciones
| Año  | Ceremonia           | Resultado | Premio                                        | Trabajo                                    |
| ---- | ------------------- | --------- | --------------------------------------------- | ------------------------------------------ |
| 2017 | Premios Venus       | Nominada  | Mejor artista internacional                   | —                                          |
| 2020 | Premios AVN         | Nominada  | Mejor escena de sexo en producción extranjera | Rocco Siffredi Hard Academy 5... Goes Live |
| 2020 | Spank Bank Awards   | Nominada  | Princess of the Piledriver                    | —                                          |
| 2021 | Premios XBIZ Europa | Nominada  | Mejor escena de sexo - Glamcore               | Sea Sex & Sun                              |